# Ut mysticam
Ut mysticam — церковний документ motu proprio, виданий 14 березня 1891 року папою Левом XIII. Він дозволив створення нової Ватиканської обсерваторії в Григоріанській вежі, будівлі колишньої Ватиканської обсерваторії, побудованій в 1579 році папою Григорієм XIII. Обсерваторія була доручена коледжу єзуїтів, який вже раніше опікувався був старою обсерваторією. Назва документу походить від його початкових слів лат. Ut mysticam Sponsam Christi, qui lux vera est, «Щоб містична Наречена Христа, тобто світло правди».